# Luigi III di Löwenstein-Wertheim
Luigi III di Löwenstein (Vaihingen, 17 febbraio 1530 – Wertheim, 13 marzo 1611) è stato conte regnante di Löwenstein-Wertheim dal 1571 fino alla morte.

## Vita
Luigi III era un figlio del conte Federico I di Löwenstein (1502–1541), figlio a sua volta del Conte Luigi I, e di sua moglie Elena di Königsegg (1509–1566).
All'età di 18 anni arrivò alla corte imperiale di Vienna, dove gli fu dato il comando di un reggimento di cavalleria con 1000 cavalli. Poco tempo dopo andò in Borgogna, dove lavorò per l'elettore palatino Federico II come ambasciatore in varie corti. Nel 1557, fu mandato alla Dieta di Ratisbona, dove funse da consigliere imperiale per Ferdinando I, nonostante fosse protestante. Rappresentò, successivamente, l'imperatore Massimiliano II a diverse diete. Nel 1559, fu nominato come presentato del Concilio Aulico. L'arciduca Carlo II di Stiria lo nominò governatore di Carinzia, Carniola e Stiria.
Luigi possedeva la contea di Lowenstein, che era sotto la sovranità del ducato di Württemberg. Il 3 settembre 1566, sposò la contessa Anna di Stolberg (1548–1599), figlia del conte Luigi di Stolberg. Egli, inizialmente, aveva cercato di sposare la sorella maggiore di Anna, Caterina, che era sposata con  Michele III, l'ultimo conte di Wertheim. Alla morte di Michele III nel 1566, Luigi di Stolberg ereditò Wertheim, e alla sua morte nel 1574 senza eredi maschi, la signoria di Rochefort passò alla figlia Anna. Scoppiò una disputa tra i suoi generi between per il possesso della contea di Wertheim. Oltre a Luigi III, sposato con Anna, la più giovane, gli altri arano, il conte Filippo di Eberstein, secondo marito di Caterina, la maggiore, ed il conte Teodorico di Manderscheid, che aveva sposato Elisabetta la secondogenita, oltre all'alternanza del governo della contea di Stolberg. Luigi III di designò conte di Löwenstein-Wertheim dal 1580 in poi, tuttavia, fu soltanto nel 1598 che egli poté assicurarsi il possesso di Wertheim.
Dopo la morte di Filippo di Eberstein nel 1589 a Remlingen e di Teodorico di Manderscheid nel 1593 a Schleiden, Luigi sperò di governare Stolberg da solo. Tuttavia, Elisabetta si risposò con Guglielmo di Krichingen, che era un cattolico e che contestò a Luigi III la pretesa su Stolberg fino alla sua morte nel 1610.

## Figli
Luigi III e Anna ebbero sette figli:
- Cristoforo Luigi (3 maggio 1568 – 17 febbraio 1618), sposò nel 1592 la contessa Elisabetta Amalia di Manderscheid-Schleiden (1569–1621), erede della contea di Virneburg. Cristoforo Luigi ed Elisabetta Amalia fondarono la linea protestante di Löwenstein-Wertheim-Virneburg, che fu elevato a principi di Loewenstein-Wertheim-Freudenberg nel 1812
- Luigi IV (30 maggio 1569 – 24 agosto 1635), sposò:
  1. nel 1605 Gertrude di Schutzbar genannt Milchling
  2. nel 1634 contessa Giuliana di Wied-Runkel (c.1580, figlia del conte Guglielmo IV di Wied-Runkel (1560–1612) e Giovanna Sibilla di Hanau-Lichtenberg (1564–1636)
- Valburga (1571-1575)
- Giovanni Filippo (1572-1574)
- Volfango Ernesto (5 agosto 1578 – 26 maggio 1636), sposò nel 1625 la contessa Barbara di Hohenlohe-Waldenburg (22 giugno 1592 – marzo 1665)
- Giovanni Teodorico (31 gennaio 1585 – 6 marzo 1644), sposò nel 1610 Josina de la Marck (3 gennaio 1583 – 26 febbraio 1626). Furono i fondatori della linea cattolica di Löwenstein-Wertheim-Rosenberg.

## Eredità
Luigi III cercò di regolare la successione dopo la sua morte con lo Statutum gentilicium del 1597. Tuttavia, dopo la sua morte, i suoi quattro figli contestarono la loro eredità e divisero la contea nel 1611 e il 1613.

## Ascendenza
|                                         |                                |                                               | Genitori                                    |  |  | Nonni |  |  | Bisnonni                                       |  |  | Trisnonni                                        |  |
|                                         |                                |                                               |                                             |  |  |       |  |  | Federico I, elettore e conte palatino del Reno |  |  | Ludovico III, elettore e conte palatino del Reno |  |
|                                         |                                |                                               |                                             |  |  |       |  |  | Federico I, elettore e conte palatino del Reno |  |  | Ludovico III, elettore e conte palatino del Reno |  |
|                                         |                                | Matilde di Savoia-Acaia                       |                                             |  |  |       |  |  | Federico I, elettore e conte palatino del Reno |  |  |                                                  |  |
| Luigi I, conte di Löwenstein            |                                |                                               |                                             |  |  |       |  |  | Federico I, elettore e conte palatino del Reno |  |  |                                                  |  |
|                                         |                                | Clara Tott                                    | Gerhard Tott                                |  |  |       |  |  |                                                |  |  |                                                  |  |
|                                         |                                | Clara Tott                                    | Gerhard Tott                                |  |  |       |  |  |                                                |  |  |                                                  |  |
|                                         |                                | Clara Tott                                    | …                                           |  |  |       |  |  |                                                |  |  |                                                  |  |
| Federico I, conte di Löwenstein         |                                | Clara Tott                                    |                                             |  |  |       |  |  |                                                |  |  |                                                  |  |
|                                         |                                | Ugo XIII, conte di Montfort-Rothenfels        | Guglielmo IV, conte di Montfort-Tettnang    |  |  |       |  |  |                                                |  |  |                                                  |  |
|                                         |                                | Ugo XIII, conte di Montfort-Rothenfels        | Guglielmo IV, conte di Montfort-Tettnang    |  |  |       |  |  |                                                |  |  |                                                  |  |
|                                         |                                | Ugo XIII, conte di Montfort-Rothenfels        | Cunegonda di Werdenberg-Bludenz             |  |  |       |  |  |                                                |  |  |                                                  |  |
| Elisabetta di Montfort-Rothenfels       |                                | Ugo XIII, conte di Montfort-Rothenfels        |                                             |  |  |       |  |  |                                                |  |  |                                                  |  |
|                                         |                                | Elisabetta di Hohenlohe-Weikersheim           | Alberto I, conte di Hohenlohe-Weikersheim   |  |  |       |  |  |                                                |  |  |                                                  |  |
|                                         |                                | Elisabetta di Hohenlohe-Weikersheim           | Alberto I, conte di Hohenlohe-Weikersheim   |  |  |       |  |  |                                                |  |  |                                                  |  |
|                                         |                                | Elisabetta di Hohenlohe-Weikersheim           | Elisabetta di Hanau                         |  |  |       |  |  |                                                |  |  |                                                  |  |
| Luigi III, conte di Löwenstein-Wertheim |                                | Elisabetta di Hohenlohe-Weikersheim           |                                             |  |  |       |  |  |                                                |  |  |                                                  |  |
|                                         | Marquardo, barone di Königsegg | Giovanni V, barone di Königsegg               |                                             |  |  |       |  |  |                                                |  |  |                                                  |  |
|                                         | Marquardo, barone di Königsegg | Giovanni V, barone di Königsegg               |                                             |  |  |       |  |  |                                                |  |  |                                                  |  |
|                                         | Marquardo, barone di Königsegg | Elisabetta di Hummelsried                     |                                             |  |  |       |  |  |                                                |  |  |                                                  |  |
| Giovanni VI, barone di Königsegg        | Marquardo, barone di Königsegg |                                               |                                             |  |  |       |  |  |                                                |  |  |                                                  |  |
|                                         |                                | Maddalena di Pappenheim                       | Giorgio, maresciallo di Pappenheim          |  |  |       |  |  |                                                |  |  |                                                  |  |
|                                         |                                | Maddalena di Pappenheim                       | Giorgio, maresciallo di Pappenheim          |  |  |       |  |  |                                                |  |  |                                                  |  |
|                                         |                                | Maddalena di Pappenheim                       | Ursula di Waldburg                          |  |  |       |  |  |                                                |  |  |                                                  |  |
| Elena di Königsegg                      |                                | Maddalena di Pappenheim                       |                                             |  |  |       |  |  |                                                |  |  |                                                  |  |
|                                         |                                | Giovanni III, sovrintendente di Waldburg-Zeil | Giorgio II, sovrintendente di Waldburg-Zeil |  |  |       |  |  |                                                |  |  |                                                  |  |
|                                         |                                | Giovanni III, sovrintendente di Waldburg-Zeil | Giorgio II, sovrintendente di Waldburg-Zeil |  |  |       |  |  |                                                |  |  |                                                  |  |
|                                         |                                | Giovanni III, sovrintendente di Waldburg-Zeil | Anna di Kirchberg                           |  |  |       |  |  |                                                |  |  |                                                  |  |
| Dorotea Giovanna di Waldburg-Zeil       |                                | Giovanni III, sovrintendente di Waldburg-Zeil |                                             |  |  |       |  |  |                                                |  |  |                                                  |  |
|                                         |                                | Elena di Hohenzollern                         | Jobst Nicola I, conte di Hohenzollern       |  |  |       |  |  |                                                |  |  |                                                  |  |
|                                         |                                | Elena di Hohenzollern                         | Jobst Nicola I, conte di Hohenzollern       |  |  |       |  |  |                                                |  |  |                                                  |  |
|                                         |                                | Elena di Hohenzollern                         | Agnese di Werdenberg-Trochtelfingen         |  |  |       |  |  |                                                |  |  |                                                  |  |
|                                         |                                | Elena di Hohenzollern                         |                                             |  |  |       |  |  |                                                |  |  |                                                  |  |